# Eleições gerais nos Países Baixos em 2010
As eleições gerais neerlandesas de 2010 foram realizadas em 9 de junho. O quarto governo de Jan Peter Balkenende, do partido Apelo Cristão-Democrático (CDA), foi dissolvido em 20 de fevereiro de 2010 com a saída dos deputados do Partido Trabalhista (PvdA) da coalizão governista, devido aos planos de Balkenende de prorrogar a permanência das tropas holandesas na Guerra do Afeganistão. Nessas eleições, todos os 150 assentos da Câmara dos Representantes foram disputados. O Partido Popular para a Liberdade e Democracia (VVD) foi o mais votado, uma façanha que não conseguia repetir desde 1917. Após meses de impasse político, o VVD conseguia formar um governo de coligação com os democratas-cristãs e com apoio parlamentar dos nacionalistas do Partido pela Liberdade. Com este acordo, Mark Rutte tornou-se o primeiro liberal a liderar um governo holandês desde 1918.

## Resultados Oficiais
| Partido                 | Partido                                       | Votos      | %               | +/-   | Deputados | +/-     |
| ----------------------- | --------------------------------------------- | ---------- | --------------- | ----- | --------- | ------- |
|                         | Partido Popular para a Liberdade e Democracia | 1 929 575  | 20,49 / 100,00  | 5,82  | 31 / 150  | 9       |
|                         | Partido do Trabalho                           | 1 848 805  | 19,63 / 100,00  | 1,56  | 30 / 150  | 3       |
|                         | Partido para a Liberdade                      | 1 454 493  | 15,45 / 100,00  | 9,56  | 24 / 150  | 15      |
|                         | Apelo Democrata-Cristão                       | 1 281 886  | 13,61 / 100,00  | 12,90 | 21 / 150  | 20      |
|                         | Partido Socialista                            | 924 696    | 9,82 / 100,00   | 6,76  | 15 / 150  | 10      |
|                         | Democratas 66                                 | 654 167    | 6,95 / 100,00   | 4,99  | 10 / 150  | 7       |
|                         | Esquerda Verde                                | 628 096    | 6,67 / 100,00   | 2,07  | 10 / 150  | 3       |
|                         | União Cristã                                  | 305 094    | 3,24 / 100,00   | 0,73  | 5 / 150   | 1       |
|                         | Partido Político Reformado                    | 163 581    | 1,74 / 100,00   | 0,18  | 2 / 150   | Estável |
|                         | Partido pelos Animais                         | 122 317    | 1,30 / 100,00   | 0,53  | 2 / 150   | Estável |
|                         | Outros partidos                               | 103 291    | 1,09 / 100,00   |       | 0 / 150   |         |
| Votos inválidos         | Votos inválidos                               | 26 976     | 0,29 / 100,00   | 0,12  |           |         |
| Total                   | Total                                         | 9 442 977  | 100,00 / 100,00 |       | 150 / 150 |         |
| Eleitorado/Participação | Eleitorado/Participação                       | 12 524 152 | 75,40 / 100,00  | 4,95  |           |         |
| Fonte                   | Fonte                                         | [ 2 ]      | [ 2 ]           | [ 2 ] | [ 2 ]     | [ 2 ]   |

## Análise

Nova distribuição dos assentos na Câmara dos Representantes dos Países Baixos.

De acordo com a contagem oficial dos votos, o resultado da votação para a Câmara dos Representantes ficou da seguinte maneira:
- O VVD recebeu 1.896.569 votos (20,4%), conquistando 31 assentos, nove a mais do que no pleito anterior de 2006.[3]

- O PvdA, que começou a campanha liderando as pesquisas de opinião, terminou em segundo lugar, com 1.816.647 votos (19,6%) e 30 assentos, três a menos que em 2006.

- O Partido pela Liberdade (PVV) de extrema-direita foi a grande surpresa do pleito, conquistando 1.435.349 votos (15,5%) e 24 assentos, quinze a mais que em 2006.[3]

- O CDA deixou de ser o partido mais popular do país para ficar em quarto lugar, com 1.270.266 votos (13,7%), perdendo 20 assentos.[3]

- O Partido Socialista obteve 915.230 votos (9,9%) e 15 assentos, dez a menos que em 2006.

- O Democratas 66 obteve 638.562 votos (6,9%) e dez assentos, sete a mais que em 2006.